# أرييل (قمر)
أرييل هو قمر لأورانوس اكتشف في 24 تشرين الأول 1851 بواسطة ويليام لاسيل واكتشف في نقس الوقت مع أومبريل
أرييل يحتل المركز الرابع من حيث الحجم لأقمار أورانوس السبعة وعشرين المعروفة. يدور أرييل ويتعاقب في المستوى الاستوائي لكوكب أورانوس؛ وهو متعامد تقريباً على مدار أورانوس مما يجعله يمر بدورة موسمية قصوى.
في عام 2012 نقلت إلينا المركبة الفضائية فوياجر 2 كثير من المعلومات المفصلة عن أرييل بعد تحليق المسبار بالقرب من أورانوس عام 1986، كما نجح في التقاط صور لما يصل إلى 35% من سطح القمر. لا توجد خطط فعلية للعودة لدراسة القمر بالتفصيل، على الرغم من الأفكار التي تُطرح من وقت لآخر مثل المركبة المدارية ومسبار أورانوس.
أرييل هو ثاني أصغر أقمار أورانوس الخمسة الدائرية الرئيسة بعد ميراندا، والثاني من حيث بعده عن الكوكب. يحتل أرييل المركز الرابع عشر من حيث القطر بين أصغر أقمار المجموعة الشمسية التسعة عشر الكروية المعروفة. يُعتقد أنه يتكون من أجزاء متساوية تقريباً من الجليد والمواد الصخرية. شُكل أرييل –مثل جميع أقمار أورانوس- نتيجة للقرص المزود الذي أحاط بالكوكب بعد فترة قصيرة من تكوينه، وفي الغالب يختلف في أنه –مثل الأقمار الكبيرة الأخرى- يحتوي على لب دخلي من الصخور مُحاط بدثار من الجليد. أرييل لديه سطح معقد يتألف من فوهات صدمية واسعة النطاق تقاطعها أنظمة من الأخاديد وسفوح شديدة الانحدار وسلاسل جبال. يظهر على السطح علامات لنشاط جيولوجي حديث أكثر من أقمار أورانوس الأخرى، ومن المحتمل أن يكون ذلك عائداُ إلى التسخين الحراري في المد والجزر.
اسمه مشتق من قصيدة ألكسندر بوب وقد اقترح اسمه وأسماء بقية الأقمار الرئيسية من قبل جون هيرشل في سنة 1852 بناء على طلب لاسيل.

## الصفات الفيزيائية
كان الاقتراب الأول للقمر بواسطة المسبار فوياجر 2 سنة 1986 وكان الاقتراب بعيد إذ حلق على مسافة 127000 كم عن سطحه. وقد صور فقط النصف الجنوبي لهذا القمر لإنه كان متجها نحو الشمس أثناء التحليق.
بسسب هامش الخطأ في القياسات المأخوذة فإنه من غير المعروف حتى الآن فيما إذا كانت كتلته أكبر من كتلة القمر أومبريل. يحتوي تقريبا على 70 % من جليد مركبات مختلفة (الماء وأكاسيد الكربون والميثان) والثلاثين بالمئة الباقية من صخور السيليكا. ويبدو وجود مناطق الصقيع في أماكن جديدة، لا سيما في الحفر الجديدة. أقدم وأكثر الملامح الجيولوجية لوحظت بواسطة فوياجر 2ارييل بواسطة وهي سهول صدمية واسعة النطاق م تركزت قرب القطب الجنوبي. تشير تحاليل الحفر المشاهدة في ارييل أن جميع الحفرأصغر سنا من المشاهدة في القطب الجنوبي.

## الاكتشاف والتسمية
اكتشف ويليام لاسيل أرييل في 24 أكتوبر 1851، واسمه مشتق من قصيدة ألكسندر بوب «اغتصاب خصلة شعر»، بالإضافة إلى مسرحية «العاصفة» لشكسبير حيث يعود الاسم لقوة سماوية.
اكتشف ويليام لاسيل في نفس العام أيضاً القمر أومبريل التابع لأورانوس، والذي يكبر أرييل بفارق صغير. على الرغم أن ويليام هيرشيل الذي اكتشف أقمار أورانوس الكبرى –تيتانيا وأوبيرون- عام 1787 ادعى ملاحظته أربعة أقمار إضافية، إلا أن ذلك لم يتم التأكد منه وكذلك يُظن أن تلك الأربعة أشياء زائفة.
جميع أقمار أورانوس سُمّيت على اسم شخصيات في أعمال ويليام شكسبير وقصيدة أليكسندر بوب «اغتصاب خصلة شعر»، كما اقترح جون هيرشيل أسماء الأربعة أقمار التابعة لأورانوس عام 1852 بناءً على طلب لاسيل. سُمّي أرييل على اسم حورية السماء في قصيدة «اغتصاب خصلة شعر»، وهذا أيضاً هو نفس اسم الروح التي تخدم بروسبيرو في مسرحية شكسبير «العاصفة». وقام لاسيل سنة 1851 بترقيم أقمار أورانوس بأرقام لاتينية حسب بعدها عن أورانوس ليحصل أرييل على لقب أورانوس الأول.

## المدار
من بين أقمار أورانوس الخمس الكبرى أرييل هو الثاني من حيث بعده عن الشمس حيث يدور على بعد حوالي 190000 كم. الانحراف المداري لأرييل قليل، وزاوية ميلانه قليلة جداً بالنسبة لخط استواء أورانوس. تستغرق فترة دورته المدارية حوالي 2.5 يوم أرضي، وهي متوافقة مع فترة الدوران الذاتي للقمر. بالتالي يواجه وجه واحد للقمر كوكب أورانوس طوال الوقت وهو ما يُعرف بالتقييد المدي. يقع مدار أرييل بالكامل ضمن المجال المغناطيسي لأورانوس. كلا قطبي القمر (المبتعدين عن اتجاه المدار) يقعا بشكل كامل داخل الغلاف المغاطيسي، مما يؤدي إلى حدوث صدمات مع بلازما الغلاف المغناطيسي التي تشارك الكوكب الدوران. من المحتمل أن يؤدي هذا الاصطدام إلى مشاهدة السواد في قطبي القمر، وهو ما لوحظ في جميع أقمار أورانوس ماعدا أوبيرون. يلتقط أرييل أيضاً الجسيمات المشحونة مغناطيسياً؛ مُنتجاً تراجع واضح في عدد الجسيمات المشحونة بالقرب من مدار القمر لوحظ من قبل فوياجر 2 عام 1986.
لأن أرييل -مثل أورانوس- يدور حول الشمس في مستوى دوران يقترب من محور دورانه يواجه كلا قطبيه الشمالي والجنوبي الشمس مباشرة أو يبتعدا عنها كلياً عند الانقلاب الشمسي. يعني ذلك تعرضه لدورة موسمية قصوى؛ كما يحدث في قطبي الكرة الأرضية عند الانقلابات الشمسية من ليل دائم أو نهار دائم، لذلك يحدث في قطبي أرييل إما ليل دائم أو نهار دائم لنصف عام أورانوسي (42 سنة أرضية) عند ارتفاع الشمس بالقرب من سمت الرأس فوق أحد القطبين عند كل انقلاب شمسي. تزامن تحليق مسبار فوياجر 2 مع الانقلاب الشمسي الصيفي لنصف الكرة الجنوبي عام 1986 عندما صار نصف الكرة الشمالي تقريباً بالكامل مُظلم. عندما يقترب أورانوس من التعادلين ويتقاطع خطه الاستوائي مع الأرض -مرة كل 42 عام- تزداد إمكانية حدوث الاحتجابات المتبادلة بين أقمار أورانوس. طرأ عدد من تلك الأحداث في عامي 2007-.2008، بما في ذلك الاحتجاب الذي حدث لأرييل بواسطة أومبريل في 19 أغسطس 2007.
لا يقع أرييل حالياً في أي رنين مداري مع أقمار أورانوس الأخرى. رغم ذلك من الممكن أن يكون قد وقع في الماضي في رنين مداري نسبته 5:3 مع ميراندا، والذي يمكن أن يكون مسؤول جزئياً عن حرارة هذا القمر (على الرغم من أن درجة الحرارة القصوى الناتجة من رنين مداري سابق بين أومبريل وميراندا تبلغ نسبته 1:3 كان في الغالب أشد ثلاث مرات). من الممكن أن يكون أرييل قد كان في حالة إحاطة نتيجة للرنين المداري مع تيتانيا والذي بلغت نسبته 4:1، والذي فلت منه بعد ذلك. الانفلات من رنين الحركة الوسطى يمثل سهولة بالنسبة لأقمار أورانوس أكثر من أقمار المشترى وزحل؛ ويرجع ذلك إلى أن أورانوس يكون في أقل درجة من التفلطح. هذا الرنين -الذي من المحتمل أن يكون تصادف وجوده قبل 3.8 بليون سنة مضت- قد ساهم في زيادة الانحراف المداري لأرييل، الذي بدوره أدى إلى احتكاك المد والجزر نتيجة لاختلاف توقيت قوى المد والجزر الناتجة من أورانوس. قد تسبب ذلك في الاحترار الداخلي للقمر بدرجة كبيرة تصل إلى 20 كلفن.

## التكوين والتركيب الداخلي
يحتل أرييل المركز الرابع من حيث الحجم بين أقمار أورانوس، وغالباً الثالث من حيث أكبر الأقمار كتلة. تبلغ كثافة القمر 1.66 جرام/سم3، مما يدل على أنه يتكون من أجزاء متساوية تقريباً من الجليد وعنصر غير جليدي ذو كثافة. يتكون العنصر الثاني غالباً من الصخور ومادة كربونية بما في ذلك مركبات عضوية ثقيلة تُعرف باسم الثولينات. دَعمت ملاحظات الآشعة المطيافية تحت الحمراء وجود الجليد، كما أنها أظهرت تبلور الجليد على سطح القمر. نطاقات امتصاص الجليد على النصف الكروي القائد لأرييل أقوى منه على النصف الكروي التابع. سبب هذا التباين غير معروف، لكن من الممكن أن يعود ذلك إلى انفجار الجسيمات المشحونة من الغلاف المغناطيسي لأورانوس (نتيجة للدوران المشترك مع البلازما). تميل الجسيمات النشطة إلى تفل الجليد وتحليل الميثان العالق في الجليد إلى هيدرات الغاز ومواد عضوية داكنة أخرى مُخلفة ورائها بقايا داكنة غنية بالكربون.
العنصر الآخر الوحيد الذي تم تحديده على سطح القمر بواسطة الآشعة المطيافية تحت الحمراء –فيما عدا الماء- هو ثاني أكسيد الكربون، والذي يتركز بصفة أساسية في النصف الكروي التابع. يظهر أرييل أقوى دليل لوجود غاز ثاني أكسيد الكربون عن طريق القياسات الطيفية أكثر من أي قمر أورانوسي، وهو القمر الأورانوسي الأول الذي اُكتشف هذا العنصر عليه. لا توجد رؤية واضحة بالكامل عن نشأة ثاني أكسيد الكربون. يمكن أن يكون أُنتج محلياً من الكربونات أو المواد العضوية تحت تأثير الجسيمات النشطة المشحونة القادمة من الغلاف المغناطيسي لأورانوس أو الآشعة الفوق بنفسجية الشمسية. تُفسر هذه النظرية التباين في التوزيع لأن النصف الكروي التابع أكثر عرضة لتأثير الغلاف المغناطيسي بطريقة أكثر حدة من النصف الكروي القائد. مصدر آخر محتمل هو تغزية النويدات الابتدائية لغاز ثاني أكسيد الكربون المحتبس في الجليد بداخل أرييل. من المحتمل أن يكون تحرر ثاني أكسيد الكربون من الداخل ذو صلة بالنشاط الجيولوجي الماضي على هذا القمر.
نظراً لحجم وتكوين الجليد والصخر واحتمال وجود الملح أو الأمونياك في محلول لخفض نقطة تجمد الماء، من الممكن أن يكون داخل أرييل في تباين حيث يتكون من جوهر صخري مُحاط بدثار جليدي. إذا كانت هذه النظرية صحيحة فإن نصف قطر النواة (372 كم) يبلغ حوالي 64% من نصف قطر القمر، وتبلغ كتلته حوالي 56% من كتلة القمر_ حُددت البارامترات بناءً على تكوين القمر. يبلغ الضغط بداخل أرييل حوالي 0.3 باسكال (3 بار). الحالة الراهنة للدثار الجليدي غير واضحة على الرغم من عدم قابلية احتمال وجود محيط تحت السطح.

## السطح

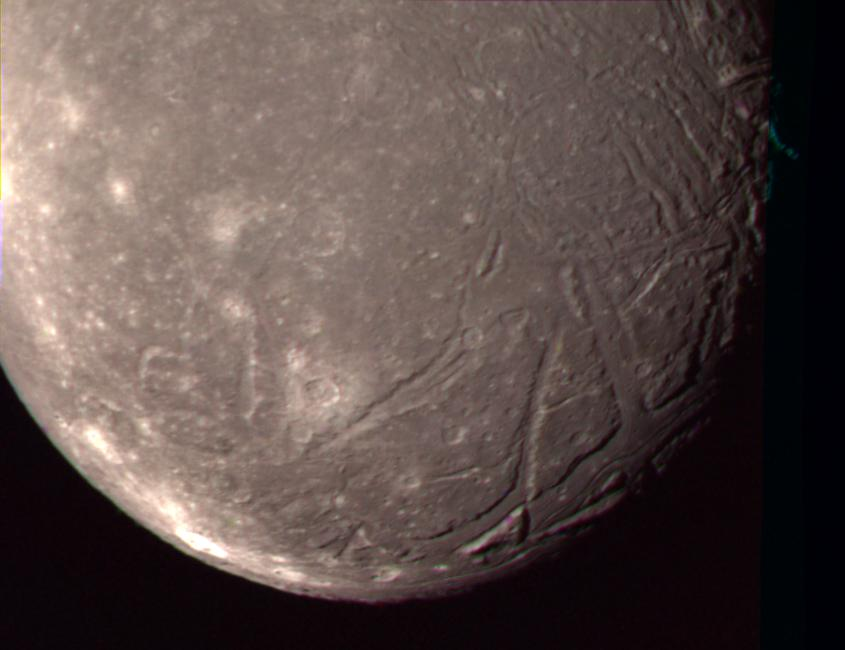
مسبار فوياجر 2 الأعلى دقة، صورة ملوة لأرييل. الأخاديد المغطاة بالسهول الملساء واضحة في أسفل اليمين. الفوهة المضيئة لايسا في أسفل اليسار.

### اللون ودرجة البياض
أرييل هو القمر الأكثر انعكاسية من أقمار أورانوس. يُظهر سطحه طفرة عند المقابلة حيث انخفضت نسبة الانعكاسية من 53% (درجة البياض هندسياً) لزاوية طور درجتها 0 إلى 35% لزاوية طور درجتها حوالي 1. يبلغ مقدار بياض أرييل حوالي 23%، وهو المقدار الأكبر بين أقمار أورانوس. سطح أرييل هو سطح محايد عموماً في اللون. قد يكون هناك تباين بين النصفين الكرويين القائد والتابع، حيث يبدو أن الثاني أكثر احمراراً من الأول بنسبة 2%. لا يظهر سطح أرييل عامةً أي ارتباط بين البياض والجيولوجيا من جهة واللون من جهة أخرى. على سبيل المثال الأخاديد لها نفس لون الفوهات الصدمية. ومع ذلك التأثير الضوئي المركز حول بعض الفوهات النشطة أقل زرقة في اللون. هناك أيضاً بعض المناطق الأقل زرقة، والتي لا تتوافق مع أيٍ من السمات السطحية المعروفة.

### صفات السطح
يمكن تصنيف السطح الظاهر لأرييل إلى ثلاث أنواع من التضاريس: فوهات صدمية، مرتفعات صدمية وسهول. السمات الرئيسية للسطح هي الفوهات الصدمية، والأودية، والمنحدرات المتصدعة، وسلاسل الجبال، والأخاديد.

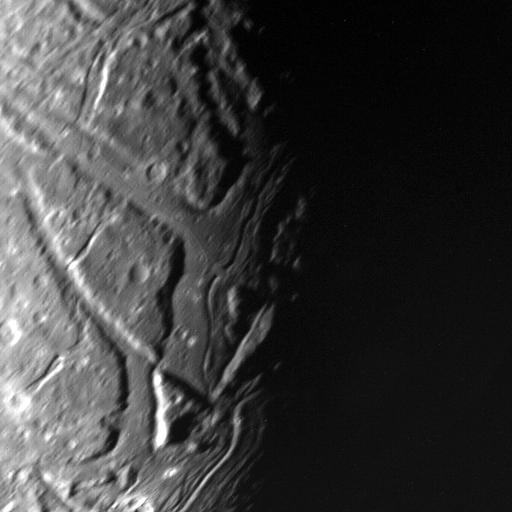
انخساف (تشاسماتا) بالقرب من الخط الفاصل لأرييل. تُغطى الأرضيات بمادة ملساء، والتي من المحتمل أن تكون قد انبثقت من الأسفل عبر البراكين الجليدية. يتقاطع مع العديد منها أخاديد مركزية متعرجة، على سبيل المثال، أودية الجان والشياطين أعلى وأسفل النتق المثلثي بالقرب من القاع.

السطح الملئ بالفوهات، وهو سطح متدحرج ملئ بالعديد من الفوهات الصدمية المتركزة في القطب الجنوبي لأرييل، هو أقدم وأكثر الماطق الجيولوجية اتساعاً من الناحية الجغرافية. تتداخل معه شبكة من المنحدرات، والأخاديد (صدوع أخدودية)، وسلاسل جبال ضيقة تتركز في منتصف خطوط العرض الجنوبية. الأخاديد، والتي تُعرف باسم الصدوع (تشاسماتا)، تكون غالباً عبارة عن صدوع أخدودية تكونت عن طريق التصدع الامتدادي، والذي نتج عن ضغوط تواترية كلية سببها تجمد المياه (أو محلول الأمونيا) بداخل القمر. يبلغ اتساع الأخاديد 15_50 كم، وتتجه بشكل أساسي إلى الجهة الشرقية أو الشمالية الشرقية. أرضيات العديد من الأخاديد محدبة، وترتفع بنسبة 1_2 كم. تكون الأرضيات في بعض الأحيان منفصلة عن حوائط الأخاديد عن طريق الصدوع (صدوع أخدودية) يبلغ اتساعها حوالي 1 كم. تمتلك أوسع انخسافات أخاديد تمتد على طول قمم أرضياتها المحدبة، والتي تُسمى فاليز. الأخدود الأطول هو صدع كاشينا (كاشينا تشاسما) حيث يتجاوز طوله 620 كم (امتد الصدع حتى النصف الكروي لأرييل الذي رآه مسبار فوياجر 2 غير مضئ).
النوع الثاني الرئيسي من التضاريس هو المرتفعات الصدمية حيث تضم سلاسل من الجبال والصدوع الأخدودية التي تمتد لمئات الكيلومترات. تحيط المرتفعات بالفوهات الصدمية وتقسمها إلى مضلعات. بداخل كل سلسلة، والتي يمكن أن يصل اتساعها إلى 25_70 كم، جبال فردية وأخاديد يصل ارتفاعها إلى 200 كم والمسافة بين بعضها البعض تتراوح بين 10 إلى 35 كم. تُشَكل المرتفعات الصدمية غالباً استمرارية للأخاديد، مما يشير إلى أنها قد تكون هيئة مُعدلة للصدوع الأخدودية، أو نتيجة لرد فعل مختلف من القشرة التي تخضع لنفس الضغوط التواترية مثل فشل قصف.

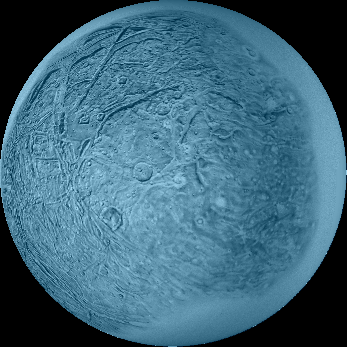
خريطة لونية زائفة لأرييل. الفوهة غير الدائرية البارزة أسفل يسار المركز هي يانجور. تم مسح جزء منها خلال عملية تكون المرتفعات الصدمية عبر التكتونيات الامتدادية.

التضاريس الأصغر التي لوحظت على أرييل هي السهول: هي المناطق الملساء المنخفضة نسبياً والتي من المؤكد أنها تشكلت على مدى فترة طويلة من الزمن استناداً إلى التنوع في وهداتها المتدرجة. اُكتشفت السهول في أرضيات الأخاديد وعدد قليل من المنخفضات المتفاوتة في منتصف الفوهات الصدمية. في الحالة الثانية تكون منفصلة عن الفوهات الصدمية بفعل الحواجز الحادة، والتي تكون في بعض الحالات ذات نمط فَصِّي. المنشأ الأصلي للسهول الأكثر احتمالاً هو العمليات البركانية؛ فهندسة التهوية الخطية الخاصة بها تشبه البراكين الدرعية الأرضية، والأطراف الطبوغرافية المميزة تشير إلى أن السائل المتفجر كان شديد اللزوجة، ومن المحتمل أن يكون محلول أمونيا أو ثلج شديد البرودة مع احتمالية وجود براكين جليدية صلبة أيضاً. يُقدر سمك تلك الفيضانات البركانية الجليدية بمقدار 1ـــ3 كم. بناءً على ذلك فإن الأخاديد من المؤكد أنها قد تشكلت في الوقت عندما كانت العوامل داخلية المنشأ ما زالت تحدث على سطح أرييل.
يبدو أرييل إلى حد ما متساوٍ في فوهاته بالمقارنة مع أقمار أورانوس الأخرى، الندرة النسبية في الفوهات الكبيرة تشير إلى أن سطحه لا يعود إلى تاريخ تكوين النظام الشمسي، مما يعني أن أرييل من المؤكد أنه قد عاد إلى الظهور مرة أخرى بالكامل في مرحلة ما من تاريخه. من المعتقد أن النشاط الجيولوجي الماضي لأرييل كان بسبب التقييد المدي في وقت كان مداره أكثر شذوذاً من الآن. الفوهة الأكبر التي لوحظت على أرييل هي يانجور، والتي يبلغ عرضها 78 كم فقط، وتُظهر علامات تشوه متتابع. جميع الفوهات الكبيرة على أرييل لديها أرضيات مسطحة وقمم مركزية، ويُحيط بعدد قليل من الفوهات رواسب بركانية مُشرقة. العديد من الفوهات متعددة الأضلاع مما يشير إلى أن ظهورها مُتأثر بالبنية السطحية السابقة. يوجد بالسهول المحفورة عدد قليل من البقع الضوئية الكبيرة (قطرها حوالي 100 كم)، والتي من الممكن أن تكون قد تحللت إلى فوهات صدمية. إذا كان الافتراض صحيحاً فإنها ستكون شبيهة بفوهات الأشباح على قمر المشترى غانيميد. قد أُشير إلى أن الانخفاض الدائري الذي يبلغ قطره 245 كم ويقع ناحية الجنوب بمقدار 10° وناحية الشرق بمقدار 30° هو بناية كبيرة صدمية متدهورة للغاية.

## المنشأ والتطور
يُعتقد أن أرييل تشكل من قرص مزود أو سديم ثانوي؛ وهو عبارة عن حزام من الغاز والغبار الكوني الذي كان موجود حول أورانوس لبعض الوقت بعد تكوينه أو نشأ نتيجة الاصطدام الضخم، وهو في أغلب الأحيان السبب في الميل المحوري الكبير لأورانوس. التركيب الدقيق للسديم الثانوي غير معروف، ومع ذلك اكثافة العالية لأقمار أورانوس بالمقارنة مع أقمار زحل تشير إلى أنه ربما يفتقر للماء نسبياً.  من الممكن أن كميات كبيرة من الكربون والنتيتروجين كانت توجد على شكل أول أكسيد الكربون وغاز النيتروجين بدلاً من الميثان والأمونيا. لذلك الأقمار التي تشكلت من هكذا سديم تحتوي على كميات أقل من ثلج الماء (مع أول أكسيد الكربون وغاز النيتروجين محبوس في صورة كلاثرات)، وكميات أكبر من الصخور مما يفسر الكثافة العالية.
ربما استمرت عملية التراكم لآلاف السنين قبل اكتمال القمر. تشير النماذج إلى أن الاصطدامات المصاحبة للتراكم تسببت في ارتفاع درجة حرارة الطبقات الخارجية لأرييل، حيث وصلت درجة الحرارة العظمى إلى 195 كلفن وامتدت حتى عمق يصل إلى حوالي 31 كم. بعد نهاية التكوين بردت الطبقات تحت السطحية في حين أن الطبقات العميقة زادت حرارتها بسبب اضمحلال العناصر المشعة الموجودة بداخل الصخور. كما تقلصت الطبقات الباردة القريبة من السطح في حين تمددت الطبقات الداخلية. تسبب ذلك في اجهادات شد قوية في قشرة القمر تُقدر ب 30 باسكال، والتي قد تكون تسببت في تشققات. يمكن أن تكون بعض المنحدرات والأخاديد الموجودة حالياً نتجت بسبب هذه الاجهادات التي استمرت حوالي 200 مليون عام.
يمكن أن يكون التنامي الحراري الأولي بالتزامن مع الاضحلال المستمر للعناصر المشعة وكذلك التقييد المدي أدى إلى إذابة الجليد إذا وُجدت بعض مضادات الأمونيا (في صورة هيدرات الأمونيا) أو ملح. يُمكن أن يكون الانصهار قد أدى إلى انفصال الثلج عن الصخور وتتشكل نواة صخرية محاطة بالدثار الجليدي. من الممكن أن تتشكل طبقة من الماء السائل (محيط) غنية بالأمونيا الذائبة في الطبقة الحدية بين النواة والدثار. درجة انصهار هذا المزيج تساوي 176 كلفن. يُعتقد كذلك أن المحيط تجمد منذ فترة طويلة. سيقود هذا التجمد إلى تمدد الجزء الداخلي، والتي يُمكن أن تكون مسؤولة عن تكون الأخاديد وطمس السطح القديم. يوجد احتمال لاندلاع سوائل من المحيط على السطح فتغمر أرضيات الأخاديد فيما يعرف بالبركان الجليدي.
النموذج الحراري لقمر زحل ديون، وهو مشابه لأرييل في الحجم والكثافة ودرجة حرارة السطح يشير إلى أن الحمل الحراري للحالة الصلبة يمكن أن يكون قد استمر في الطبقات الداخلية لأرييل لبلايين السنين، وأن درجات الحرارة التي تتعدى 173 كلفن (درجة انصهار محلول الأمونيا) يمكن أن تكون استمرت قرب السطح لمئات ملايين السنين بعد التكوين، وبالقرب من اللب لما يقرب بليون سنة.

## الملاحظة والاستكشاف

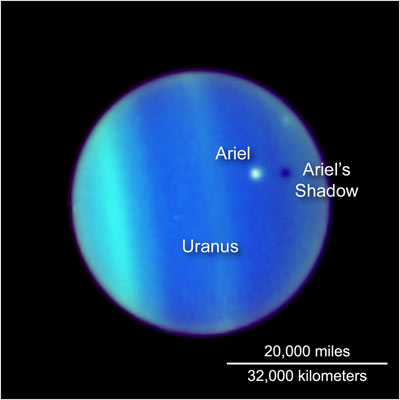
صورة عبر مرصد هابل الفضائي لعبور أرييل عبر أورانوس، ويبدو ظله على أورانوس

يبلغ القدر الظاهري لأرييل 14.4، مماثلة للقدر الظاهري لبلوتو القريب من الحضيض الشمسي. ومع ذلك بينما يمكن رؤية بلوتو خلال تلسكوب تبلغ فتحته 30 سم، بينما أرييل نظراً لقربه من وهج أورانوس لا يمكن رؤيته من تلسكوب تبلغ فتحته 40 سم.
تم التقاط الصور الوحيدة القريبة من أرييل بواسطة مسبار فوياجر 2، والتي صورت القمر أثناء تحليقه فوق أورانوس في يناير عام 1986. كانت أقرب مسافة بين فوياجر 2 وأرييل 127000 كم (79000 ميل)، وهي أقل بكثير من المسافات لجميع أقمار أورانوس فيما عاد ميراندا. أفضل صور أرييل كانت بدقة مكانية تصل لحوالي 2 كم. تغطي الصور حوالي 40% من السطح، لكن 35% منها فقط تم تصويرها بالدقة المطلوبة للخرائط الجيولوجية وحساب الفوهات. في وقت التحليق كان النصف الجنوبي لأرييل (مثل الأقمار الأخرى) مُتجهاً نحو الشمس لذلك كان النصف الشمالي مُظلم لا يمكن دراسته. لا توجد أية مركبة فضائية أخرى قد زارت أورانوس في أي وقت مضى، ولا توجد خطة لإرسال أية بعثة إلى أورانوس وأقماره. جرى تقييم إمكانية إرسال مركبة الفضاء كاسيني إلى أورانوس أثناء مرحلة التخطيط لتمديد مهمتها. سيستغرق الوقت حوالي 20 عاماً ليصل إلى أورانوس بعد مغادرة زحل.

## وصلات خارجية
- الصفحة الخاصة بأرييل بما في ذلك خرائط وصفية لأرييل في مواضع من النظام الشمسي.
- أرشيف ناسا لصور أرييل المصدرة علناً
- مسميات أرييل من موقع هيئة المسح الجيولوجي الأمريكية لتسمية الكواكب